# (8503) Masakatsu
(8503) Masakatsu est un astéroïde de la ceinture principale.

## Description
(8503) Masakatsu est un astéroïde de la ceinture principale. Il fut découvert le 21 novembre 1990 à Kitami par Kin Endate et Kazuro Watanabe. Il présente une orbite caractérisée par un demi-grand axe de 2,21 UA, une excentricité de 0,17 et une inclinaison de 6,7° par rapport à l'écliptique.

## Compléments